# Satellite météorologique

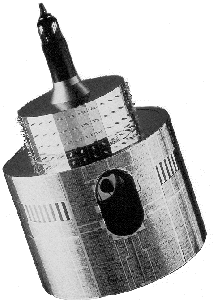
Satellite Météosat de première génération.

Un satellite météorologique est un satellite artificiel qui a comme mission principale le recueil de données utilisées pour la surveillance du temps et du climat de la Terre. Chaque nouvelle génération de satellite comporte des senseurs plus performants et capables d'effectuer des mesures sur un plus grand nombre de canaux ce qui permet de les utiliser pour différencier les divers phénomènes météorologiques : nuages, précipitations, vents, brouillard, etc.
Plusieurs pays lancent et maintiennent des réseaux de satellites météorologiques : les États-Unis, l'Europe par l'Agence spatiale européenne (ESA), l'Inde, la Chine, la Russie et le Japon. Tous ces satellites assurent une couverture globale de l'atmosphère.

## Historique
Le premier satellite météorologique, est le Vanguard 2, lancé le 17 février 1959 pour mesurer la couverture nuageuse. Mais, lors de sa mise en orbite, son axe de rotation est mal orienté et il ne peut donner que peu d'informations. Le satellite TIROS-1 est le premier succès dans ce domaine. La NASA le lance le 1er avril 1960 et il transmet durant 78 jours. Il est l'ancêtre du programme Nimbus qui mène au développement des satellites météorologiques modernes lancés par la NASA et opérés par le NOAA.
De son côté, le gouvernement de l'Union soviétique ordonne le développement de satellites météorologiques, la série Meteor, à la demande des militaires qui souhaitaient disposer d'informations météorologiques pour l'ensemble de la planète par un décret passé le 30 octobre 1961. Le développement du nouveau satellite est pris en charge par l'OKB-586 de Dnipropetrovsk. Les modifications entrainent une augmentation de la masse du satellite dont le lancement doit désormais être assuré par le lanceur Tsiklon 3 en 1963.
Pour répondre à leurs besoins spécifiques, différents pays ou association de pays ont démarré ensuite leur propre programme. En Europe, les satellites Météosat, de première génération, furent réalisés sur le Centre spatial de Cannes - Mandelieu par un consortium créé à cet effet: COSMOS, sous maîtrise d'œuvre  d'Aérospatiale. Leur premier satellite, Météosat 1, a été lancé le 23 novembre 1977.
Le Japon, quant à lui, lança son premier satellite (GMS-1) le 16 juillet 1977 par une fusée américaine. Les GMS suivants furent montés sur des fusées de l'agence spatiale japonaise (National Space Development Agency) depuis 1981. Le but de ces satellites est de collecter les données atmosphériques, les disséminer sous formes numériques ou analogiques, et de participer ainsi à la veille météorologique mondiale. Ces satellites étaient la contribution du Japon au programme GARP. Ils ont également des capteurs pour suivre les particules solaires.
Plus récemment, l'Inde a lancé son premier satellite météorologique INSAT en 1983 et la Chine, les Feng-Yun, en 1988. Il existe deux familles de satellites météorologiques : les défilants héliosynchrones à orbite basse et les géostationnaires à orbite haute. L'ensemble de ces satellites et d'autres permet d'assurer une couverture complète et continue de la planète.

## Satellites géostationnaire et polaire
Il existe deux types de satellites météorologiques : les satellites géostationnaires et circumpolaires.

### Satellite géostationnaire

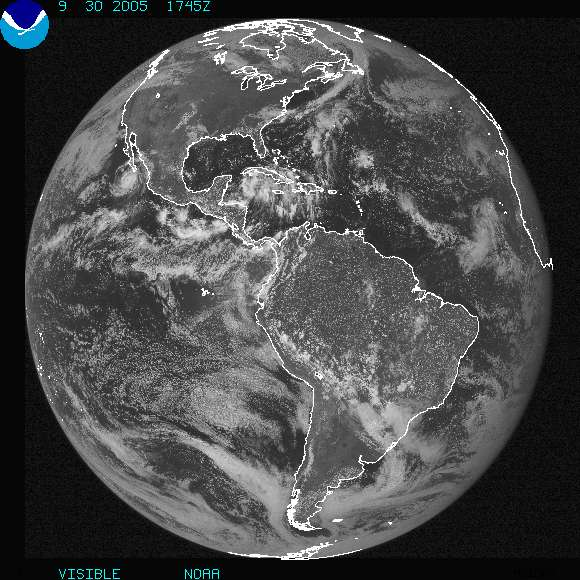
Vue de la Terre par un satellite météorologique géostationnaire GOES (source : NOAA).

Situés  directement au-dessus de l’équateur terrestre et à une distance telle (35 880 km) qu'ils orbitent de façon synchrone avec la Terre, les satellites géostationnaires fournissent en continu des informations sur la même portion du globe, surtout dans les spectres visibles et infrarouges. À l'altitude élevée qui est la leur ils fournissent une vue globale de l'hémisphère visible depuis leur position soit environ 40 % de la surface terrestre. Ils constituent une source d'informations idéale pour les phénomènes météorologiques à grande échelle dans le domaine de la météorologie, l'hydrologie et l'océanographie. Les images répétitives fournies (fréquence de l'ordre de quelques minutes pour les satellites les plus récents) permettent d'identifier dès leur apparition et de suivre le développement des phénomènes météorologiques tels que les ouragans, tempêtes, tornades et crues violentes ainsi que les variations des conditions météorologiques au fil de la journée.
La circulation sur une orbite géostationnaire présente un désavantage majeur par rapport à l'orbite des satellites polaires : la résolution spatiale, du fait de la distance 50 fois plus importante, est au mieux de l'ordre du kilomètre. Les satellites géostationnaires ont une résolution maximale à leur sous-point, le point de l'équateur à la verticale duquel ils sont situés. Cette résolution diminue en allant vers les bords du disque terrestre à cause de la parallaxe de l’angle de visée de plus en plus rasant. Ainsi, par exemple, au-dessus de 65 degrés de latitude Nord ou en dessous de 65 degrés de latitude Sud, ils deviennent presque inutilisables.  
Les données recueillies sont utilisées par les météorologues pour suivre les systèmes météorologiques visuellement en plus d’extraire des données dérivées (température et albédo) pour connaître la structure de l’atmosphère et des nuages, données qu’on injectera dans les modèles de prévision numérique. Les médias agrémentent également leurs bulletins météo d’animations en boucle venant de ces satellites.
Les différents pays cités plus haut maintiennent une flotte de satellites météorologiques en orbite géostationnaire :
- États-Unis : l'agence chargée du recueil des données météorologiques, la NOAA, maintient en permanence deux satellites de la série GOES développés sous la responsabilité de la NASA :  GOES East est situé à la longitude 75°Ouest (au-dessus du continent américain) et fournit les principales informations  météorologiques concernant les Etats-Unis. GOES-West est positionné au-dessus de l'Océan Pacifique à la longitude 135°Ouest. La couverture globale assurée par ces deux satellites s'étend de la longitude 20° Ouest à la longitude 165°Est  L'agence américaine dispose également d'un satellite de réserve prêt à remplacer  un des deux satellites opérationnels en cas de défaillance. Celui-ci positionné à la longitude 105° Ouest.
- L'homologue européen de la NOAA, Eumetsat, dispose avec le soutien de l'Agence spatiale européenne d'un satellite de la série des Meteosat au niveau de la longitude 0° qui assure une couverture de l'Océan Atlantique et de l'Europe occidentale. L'agence dispose également d'un satellite au-dessus de l'Océan Indien.
- Le Japon maintient un à plusieurs satellites de la série Himawari positionnés à 140°E et couvre l'Océan Pacifique.
- Inde : Le METSAT-1 /KALPANA-1 est ^positionné au niveau de la longitude à 74°E.
- Russie : A positionné le GOMS à la longitude de Moscou.
- Chine: Utilise la série Feng-Yun（風雲) dont le plus récent est le FY-4A à 105°E lancé en décembre 2016.

### Satellites circumpolaires
Pour complémenter les satellites géostationnaires, les satellites circumpolaires orbitent autour de la Terre à basse altitude (~720 – 800 km) selon une trajectoire avec une forte inclinaison passant près des pôles. Ils sont héliosynchrones, c’est-à-dire que leur axe de rotation est perpendiculaire à l’axe entre le Soleil et la Terre. Ils passent deux fois au-dessus de n’importe quel point de la surface du globe chaque jour à la même heure solaire.
Comme ils sont plus rapprochés de la surface, ces satellites ont une meilleure résolution. Ils peuvent distinguer plus facilement les détails de température des nuages et leur forme  visible. Les feux de forêt et la brume sont beaucoup plus évidents. On peut même en extraire des informations sur le vent selon la forme et le déplacement des nuages.  Mais, comme ils ne couvrent pas continuellement la même surface terrestre, ils ont un usage plus limité pour surveiller la météo en temps réel. Ils sont surtout utiles dans ce domaine dans les régions polaires où des images composites venant des différents satellites sont plus fréquentes et permettent de voir ce qui est presque invisible aux satellites géostationnaires.
Cependant, pour des utilisations de plus longue haleine, ces satellites donnent des informations importantes. Les données infrarouges et visibles recueillies par ces satellites  permettent de suivre  le déplacement à moyens termes de phénomènes tels  les courants marins comme le Gulf Stream et El Niño et les masses d’air avec une précision beaucoup plus grande.
Les États-Unis utilisent la série TIROS de NOAA en binômes sur des orbites opposées (un vers le nord et l’autre vers le sud). Actuellement, les NOAA/TIROS 12 et 14 sont en réserve en orbite alors que les 15, 16, 17 et 18 sont utilisés (2006). La Russie possède les séries  Meteor et RESURS. La Chine et l’Inde ont également des satellites circumpolaires.

## Instrumentation
Les satellites météorologiques sont munis à l'origine de deux types de senseurs :
- Des radiomètres pour la télémesure de la température de l’atmosphère et des hydrométéores qui s’y trouvent. Ils opèrent dans le spectre infrarouge. Les premiers instruments ne « regardaient » que quelques longueurs d’onde alors que les nouvelles générations divisent ce spectre en plus de 10 canaux
- Des radiomètres dans le visible pour noter la brillance de la réflexion solaire sur les différentes surfaces. Ces données sont corrigées par les programmes d’analyse au sol selon l’angle du soleil pour uniformiser les informations.

Plus récemment, on y a ajouté :
- Un sondeur qui effectue un sondage aérologique de l'atmosphère terrestre à distance pour en tirer la structure de température et d'humidité.

## Exploitation des données recueillies
Les informations des satellites météorologiques peuvent être complémentaires à d’autres types de satellites environnementaux pour suivre les changements de végétation, l’état de la mer, la fonte des glaciers. Leurs données sont également traitées pour en tirer la structure de l’atmosphère (stabilité, température, vents et humidité) ce qui supplémente les données de stations terrestres et aérologiques pour alimenter les modèles de prévision numérique du temps.
En plus des informations purement météorologiques sur la température et la couverture des nuages on peut mentionner :
- Mesure de la température de surface de la mer, de la couverture de glace en hiver et des déplacements des icebergs pour les marins et les pêcheurs ;
- Études climatologiques de la progression des glaciers, des déserts pour l’hydrologie ;
- Évolution de la fumée venant des feux de forêt, des cendres volcaniques (éruption du Mont Saint Helens  par exemple), des tempêtes de sable au Sahara, etc ;
- Étude de la pollution atmosphérique et des traînées de mazout en mer ;
- Suivre l’évolution de la luminosité des villes pour des études de pollution lumineuse ou pour repérer une perte de courant nocturne ;
- L'apparition de conditions favorables au développement des insectes nuisibles, aux épidémies, au gel, etc. ;
- Les aurores boréales.

Le ministère de la défense américain a ses propres satellites météorologiques dans le cadre du programme Defense Meteorological Satellite Program (DMSP). Ces derniers ont une résolution de quelques centaines de mètres (grosseur d’un navire) et une sensibilité lumineuse qui permet de voir dans le visible même la nuit. Le black-out de 1977 à New York était particulièrement notable sur ces satellites circumpolaires qui peuvent également repérer les foyers d’incendie de forêt et même les sources couvant sous la surface.

#### En français
- « Les satellites météorologiques », sur Météo-France

#### En anglais
- (en) Excellent site pour l'interprétation des photos satellitaires par EUMETSAT, DHMZ, FMI, KNMI et ZAMG
- (en) Caractéristiques des satellites géostationnaires et circumpolaires
- (en) Images satellitaires en temps réel par SSEC
- (en) Interprète les images satellitaires par Suomi Virtual Museum
- (en) Biographie du Dr Verner E. Suomi (« le père du satellite météorologique »)
- (en) [PDF] « User's Guide for Building and Operating Environmental Satellite Receiving Stations », sur noaa.gov